# Wydział Prawa i Administracji Uniwersytetu Mikołaja Kopernika w Toruniu
Wydział Prawa i Administracji Uniwersytetu Mikołaja Kopernika w Toruniu (WPiA UMK) – jednostka naukowo-badawcza będąca jednym z 16 wydziałów Uniwersytetu Mikołaja Kopernika w Toruniu. Siedziba wydziału znajduje się w zachodniej części miasta, w dzielnicy Bielany, na terenie Miasteczka Akademickiego, przy ul. Władysława Bojarskiego 3.

## Historia
Współtwórcą Wydziału był polski prawnik, historyk prawa karnego Karol Koranyi. W latach 1964–1973 profesorem tego Wydziału był Kazimierz Kolańczyk, który przyczynił się do rewindykacji rozproszonego księgozbioru Wydziału Prawa. Katedra Praw Człowieka Wydziału Prawa i Administracji we współpracy z Towarzystwem Naukowym Organizacji i Kierownictwa „Dom Organizatora” corocznie organizuje dla uczniów szkół ponadgimnazjalnych Olimpiadę Wiedzy o Prawach Człowieka, ogólnopolską olimpiadę przedmiotową. Wydział sklasyfikowany został w kategorii A jednostek naukowych. W rankingu tygodnika „Wprost” w 2014 roku wydział zajął 3. miejsce w Polsce wśród wydziałów prawa. Kierunek „prawo” otrzymał ocenę wyróżniającą Polskiej Komisji Akredytacyjnej.
Do 1999 roku siedzibą Wydziału był budynek Collegium Minus (popularnie nazywany „Harmonijką”).

## Władze

### Kolegium dziekańskie
W kadencji 2024–2028:
| Stanowisko                                                                    | Imię i nazwisko                              |
| ----------------------------------------------------------------------------- | -------------------------------------------- |
| Dziekan                                                                       | prof. Maciej Serowaniec                      |
| Prodziekan ds. nauki                                                          | dr hab. Aleksandra Kustra-Rogatka, prof. UMK |
| Prodziekan ds. organizacji i rozwoju                                          | dr Jagoda Jaskulska                          |
| Prodziekan ds. studenckich                                                    | dr hab. Piotr Rączka, prof. UMK              |
| Prodziekan ds. ekonomicznych i współpracy z otoczeniem społeczno-gospdoarczym | dr hab. Jacek Wantoch-Rekowski, prof. UMK    |

### Dziekani
- 1945–1946 – mgr Witold Reiss - pełniący obowiązki
- 1946–1947 – prof. Michał Wyszyński
- 1947–1953 – prof. Władysław Namysłowski
- 1958–1960 – prof. Wojciech Hejnosz
- 1960–1965 – prof. Wacław Dawidowicz
- 1965–1967 – prof. Aleksander Kunicki
- 1967–1969 – prof. Jan Krajewski
- 1969–1972 – prof. Wacław Szyszkowski
- 1972–1976 – prof. Czesław Jackowiak
- 1976–1978 – prof. Jan Głuchowski
- 1978–1981 – prof. Andrzej Marek
- 1981–1982 – prof. Jan Łopuski
- 1982–1985 – prof. Mirosław Nesterowicz
- 1986–1987 – doc. Eligiusz Drgas
- 1987–1990 – prof. Marian Filar
- 1990–1996 – prof. Ryszard Łaszewski
- 1996–1999 – prof. Grzegorz Goździewicz
- 1999–2005 – prof. Zbigniew Witkowski
- 2005–2012 – prof. Andrzej Sokala
- 2012–2016 – dr hab. Tomasz Justyński
- 2016 - prof. Arkadiusz Lach - pełniący obowiązki
- 2016-2024 – prof. Zbigniew Witkowski
- od 2024 – prof. Maciej Serowaniec

## Struktura organizacyjna
| Jednostka                                                          | Kierownik                                     |
| ------------------------------------------------------------------ | --------------------------------------------- |
| Katedra Historii Doktryn Polityczno-Prawnych i Prawa Niemieckiego  | prof. dr hab. Danuta Janicka                  |
| Katedra Prawa Rzymskiego, Historii Prawa i Ustrojów Państwowych    | dr hab. Marek Sobczyk, prof. UMK              |
| Katedra Postępowania Karnego i Kryminalistyki                      | prof. dr hab. Arkadiusz Lach                  |
| Katedra Praw Człowieka                                             | wakat                                         |
| Katedra Prawa Administracyjnego                                    | dr hab. Piotr Rączka, prof. UMK               |
| Katedra Prawa Cywilnego                                            | dr hab. Tomasz Justyński, prof. UMK           |
| Katedra Prawa Handlowego, Morskiego i Postępowania Cywilnego       | dr hab. Anna Moszyńska, prof. UMK             |
| Katedra Prawa Finansów Publicznych                                 | dr hab. Wojciech Morawski, prof. UMK          |
| Katedra Prawa Karnego                                              | dr hab. Jerzy Lachowski, prof. UMK            |
| Katedra Prawa Konstytucyjnego                                      | prof. dr hab. Maciej Serowaniec               |
| Katedra Prawa Międzynarodowego i Europejskiego                     | prof. dr hab. Marek Kolasiński                |
| Katedra Prawa Ochrony Środowiska i Publicznego Prawa Gospodarczego | prof. dr hab. Bartosz Rakoczy                 |
| Katedra Prawa Pracy                                                | dr hab. Marzena Szabłowska-Juckiewicz         |
| Katedra Prawa Ubezpieczeniowego i Medycznego                       | dr hab. Monika Wałachowska, prof. UMK         |
| Katedra Teorii Prawa i Państwa                                     | dr hab. Aleksandra Kustra-Rogatka, prof. UMK  |
| Centrum Badań nad Cyberprzestępczością                             | prof. dr hab. Arkadiusz Lach                  |
| Centrum Studiów Wyborczych                                         | prof. dr hab. Andrzej Sokala                  |
| Kujawsko-Pomorskie Akademickie Centrum Prawa Ochrony Środowiska    | prof. dr hab. Bartosz Rakoczy                 |
| Ośrodek Studiów Fiskalnych                                         | dr hab. Krzysztof Lasiński-Sulecki, prof. UMK |

## Kierunki kształcenia
Obecnie (r. akad. 2024/25) Wydział daje możliwość podjęcia studiów pierwszego i drugiego stopnia oraz jednolitych magisterskich na trzech kierunkach:
- prawo - studia jednolite magisterskie
- administracja - studia pierwszego stopnia, studia drugiego stopnia
- doradztwo podatkowe - studia drugiego stopnia.

## Organizacje
Na wydziale działają: 
- samorząd studencki,
- Uniwersytecka poradnia prawna,
- „Klinika 42” udzielająca pomocy prawnej osobom skazanym,
- Europejskie Stowarzyszenie Studentów Prawa ELSA Poland.

### Koła naukowe
- Koło Dóbr Niematerialnych
- Koło Historii Państwa i Prawa
- Koło Homo Homini
- Koło Kryminalistyki
- Koło Naukowe Mediacji i Retoryki „Konsensus"
- Koło Naukowe Międzynarodowego Prawa Handlowego
- Koło Naukowe Postępowania Cywilnego
- Koło Naukowe Prawa Administracyjnego
- Koło Naukowe Prawa Handlowego
- Koło Naukowe Prawa Ochrony Środowiska
- Koło Naukowe Prawa Rynku Kapitałowego
- Koło Naukowe Publicznego Prawa Gospodarczego
- Koło Prawa Międzynarodowego Publicznego
- Koło Prawa Podatkowego
- Koło Prawa Porównawczego
- Koło Prawa Pracy
- Studenckie Koło Naukowe - Klub Debat Studenckich
- Studenckie Koło Naukowe Doktryn Polityczno - Prawnych
- Studenckie Koło Naukowe Prawa Karnego
- Studenckie Koło Naukowe Prawa Medycznego „Lex Medica”
- Studenckie Koło Naukowe Prawa Nowych Technologii
- Koło Naukowe Prawa Sportowego „Lex Sportiva"
- Studenckie Koło Naukowe Prawa Europejskiego
- Studenckie Koło Naukowe Prawa Wyborczego
- Studenckie Koło Prawa Cywilnego i Rodzinnego

## Biblioteka
Powstała w wyniku scalenia bibliotek zakładowych wydziału w 1977 roku. Dziś zajmuje dwa poziomy w tym: wypożyczalnia, czytelnia profesorska na 16 miejsc i studencka na 86 miejsc, hall katalogowy, magazyn, terminale komputerowe. Zbiory gromadzone w bibliotece mają charakter naukowo-monograficzny. Ich liczba to ponad 81.000 książek i 1670 naukowych periodyków prawniczych. Odwiedzający mogą na miejscu skorzystać z czasopism bieżących oraz książek z aktualnym stanem prawnym. Do dyspozycji czytelników są prawnicze programy komputerowe: LEX, TEMIDA, LEX POLONICA i POLSKA BIBLIOGRAFIA PRAWNICZA. Wydawane są na wydziale seryjnie lub nieperiodycznie następujące czasopisma naukowe: Acta Universitatis Nicolai Copernici - Folia Iuridica, Comparative Law Reviev, Toruński Rocznik Praw Człowieka i Pokoju, Toruńskie Studia Polsko-Włoskie.